# Lipnice nad Sázavou
Lipnice nad Sázavou är en ort i Tjeckien.   Den ligger i regionen Vysočina, i den centrala delen av landet, 90 km sydost om huvudstaden Prag. Lipnice nad Sázavou ligger 591 meter över havet och antalet invånare är 620.
Terrängen runt Lipnice nad Sázavou är platt åt sydost, men åt nordväst är den kuperad. Lipnice nad Sázavou ligger uppe på en höjd. Runt Lipnice nad Sázavou är det ganska glesbefolkat, med 45 invånare per kvadratkilometer. Närmaste större samhälle är Havlíčkův Brod, 12,0 km öster om Lipnice nad Sázavou. I omgivningarna runt Lipnice nad Sázavou växer i huvudsak blandskog.